# Michael Hardinger (album)
Michael Hardinger er titlen på Michael Hardingers andet album, som udkom på LP i 1981. Albummet er senere udgivet på CD med en redigeret udgave af nummeret "Onsdagskoncerten".

## Spor
| #   | Titel               | Længde |
| --- | ------------------- | ------ |
| 1.  | "Alene på Mars"     | 4:30   |
| 2.  | "Bomber og kanoner" | 4:00   |
| 3.  | "Fælden er klar"    | 3:40   |
| 4.  | "Walk, mand!"       | 3:30   |
| 5.  | "Onsdagskoncerten"  | 2:45   |
| 6.  | "Hawaii"            | 3:45   |
| 7.  | "Manden i huset"    | 2:45   |
| 8.  | "Niller og Lis"     | 3:50   |
| 9.  | "Dans med mig"      | 3:45   |
| 10. | "Skovens konge"     | 4:10   |